# Golrīz
Golrīz (persiska: گلریز) är en ort i Iran.   Den ligger i provinsen Khorasan, i den nordöstra delen av landet, 700 km öster om huvudstaden Teheran. Golrīz ligger 454 meter över havet och antalet invånare är 101.
Terrängen runt Golrīz är kuperad norrut, men söderut är den platt. Runt Golrīz är det ganska glesbefolkat, med 28 invånare per kvadratkilometer. Närmaste större samhälle är Chāpeshlū, 13,4 km söder om Golrīz. Omgivningarna runt Golrīz är i huvudsak ett öppet busklandskap.